# Acrocercops hexaclosta
Acrocercops hexaclosta là một loài bướm đêm thuộc họ Gracillariidae. Nó được tìm thấy ở Java, Indonesia. Nó được miêu tả bởi Edward Meyrick năm 1934. Ấu trùng ăn một loài chưa xác định của Macaranga.